# Discovery World (kanał telewizyjny)
Discovery World – przeznaczony na rynek europejski telewizyjny kanał tematyczny, który nadawał filmy dokumentalne i programy popularnonaukowe poświęcone szeroko pojętej historii.
W latach 1999–2008 funkcjonował pod nazwą Discovery Civilisation i poświęcony był tematyce historycznej. W kwietniu 2008, Discovery Civilisation został przebrandowany na Discovery World. Jego tematyka została poszerzona o sprawy współczesne: kulturę, „tajemnicze zjawiska”, kryminalistykę i medycynę sądową. Brytyjskim odpowiednikiem jest Discovery History.
W lutym 2007 roku Discovery Networks uruchomiła lokalną wersję stacji przeznaczoną wyłącznie na polski rynek. 17 września 2013 polska wersja Discovery World została zastąpiona przez kanał Discovery Turbo Xtra.

## Wybrane programy
- Co wiedzieli starożytni
- Człowiek, który przetrwa wszystko
- Detektywi sądowi
- Discovery Atlas
- Doktor G – lekarz sądowy
- Duchy
- Everest II: Przekraczając granice
- Godzina zero
- Himalaiści
- Historie lotnicze
- Historia kolei
- Historia oręża
- Inżynieria ekstremalna
- Kobiety faraonowie
- Kulisy tragedii
- My, Polacy – cykl filmów dokumentalnych
- Monarchie królewskie
- Dwa kółka, dwie Ameryki
- Niezwykłe samochody
- Niewyjaśnione historie
- Nieznane oblicza wielkich polityków
- O krok od śmierci
- Pola bitew
- Tajemnicze wyprawy
- Przełomowe wynalazki
- Socjalistyczna Filmoteka Powiatowa
- Na tropie wielkiej stopy
- Być jak da Vinci
- Krew dla bogów
- Poszukiwacze adrenaliny
- Strażacy
- Dzieje ludzkości w obliczu klimatu
- Prehistoryczne bestie
- Wynalazki przemysłowe w Europie
- Nurkowie z platformy wiertniczej
- Bracia Marley w Afryce
- Seryjni mordercy
- Z akt FBI
- Zwierzęcy armageddon

## Logo
| Okres                               | Opis | Logo |
| ----------------------------------- | --- | ---- |
| 18 kwietnia 2008 – 17 stycznia 2010 | Fioletowa kula ziemska, obok mniejszy napis „discovery” i większy napis „world”. Litery w kolorze fioletowym, białym i czarnym. |      |
| 18 stycznia 2010 – 17 września 2013 | Kula ziemska, obok mniejszy napis „discovery” i większy napis „world”.                                                          |      |